# نان سوخاری
نان سوخاری (به روسی: сухари) یک نان بیسکویت سفت و خشک یا نان دوبار پخته‌است. گاهی از آن به عنوان دندان گیر برای نوزادان استفاده می‌شود. در برخی فرهنگ‌ها، نان سوخاری به جای مواد نان از مواد کیک درست می‌شود: گاهی به آن کیک سوخاری می‌گویند. در انگلستان، این نام به یک افزودنی غذایی بر پایه گندم نیز اشاره دارد

## تغذیه
یک تکه کوچک (۳۵ گرم) نان سرخ شده ۱۷۴ کالری دارد.

## سراسر دنیا

### جزایر بریتانیا
یک صبحانه کامل انگلیسی اغلب شامل نان سرخ شده در روغن، کره، گوشت خوک یا چکه‌های بیکن است.در ایرلند شمالی، یک بچه آلستر ممکن است شامل نان سودا سرخ شده باشد.

### ایالات متحده
در ایالات متحده، نان تست در صبحانه بسیار محبوب تر است. با این حال، نان سرخ شده هنوز هم خورده می‌شود، به خصوص به شکل نان تست فرانسوی، اما گاهی به سادگی یک تکه نان سرخ شده در کره است.
ایران
در ایران به فارسی نان سوخاری می‌گویند. که از آرد گندم، شکر، پودر شیر بدون چربی، روغن گیاهی، گلوتن، عصاره مالت، آرد سویا، نمک، مخمر و آب تهیه می‌شود. این بیسکویت را به‌ویژه با چای ایرانی میل می‌کنند. رایج‌ترین برند نان سوخاری ویتانا است.